# 规模以上企业
规模以上企业（enterprise above designated size）是中华人民共和国自1996年开始使用的一个统计学术语，与“规模以下”相对，2011年1月起用于代指年主营业务收入人民币2000万元及以上的全部工业企业。
规模以上企业最初是代指全部国有工业企业和年销售收入人民币500万元及以上的非国有工业企业。2006年，中华人民共和国国家统计局修改规模以上企业的标准为年主营业务收入人民币500万元及以上的全部工业企业，从2007年开始，年主营业务收入未达到人民币500万元的国有企业则不计入规模以上企业。2011年1月起，标准从年主营业务收入500万元提高到2000万元。
| 年份             | 年收入门槛     | 低于门槛的 | 低于门槛的 | 等于或高于门槛的 | 等于或高于门槛的 |
| 年份             | 年收入门槛     | 国有企业   | 非国有企业 | 国有企业         | 非国有企业       |
| ---------------- | -------------- | ---------- | ---------- | ---------------- | ---------------- |
| 1996年－2007年   | 人民币500万元  | check      | ☒          | check            | check            |
| 2007年－2011年   | 人民币500万元  | ☒          | ☒          | check            | check            |
| 2011年1月－      | 人民币2000万元 | ☒          | ☒          | check            | check            |
| ：计入；：不计入 |                |            |            |                  |                  |

国家统计一般只对规模以上企业作出统计，对规模以下企业则采取抽样调查或不予统计。 对于在当年符合或不符合规模以上资格的企业，均在次年的定期统计报表内加入或剔除该企业。
2010年末中国国内约有30万家规模以上（年主营业务收入人民币2000万元及以上）工业企业。